# Anselmo I
Anselmo I (X secolo – Aosta, 16 gennaio 1026) è stato un vescovo francese.
Fu vescovo di Aosta dal 994 circa fino alla sua morte; diede impulso allo sviluppo della Scriptorium di Aosta, promosse la costruzione della Collegiata di Sant'Orso e della cattedrale.

## Biografia
Era originario della Borgogna ed appartenente ad un'importante casata intimamente legata a Rodolfo III. Era inoltre imparentato con Burcardo II arcivescovo di Lione.
Il suo nome è strettamente legato allo straordinario sviluppo della vita culturale e artistica della città di Aosta avvenuto nel periodo in cui egli tenne la cattedra vescovile.
Promosse la costruzione della collegiata di Sant'Orso, come documenta un passo del Necrologium della collegiata che recita «XVII Kal. Febr. Ob. Anselmus Episcopus Augustiensis qui nostram construxit ecclesiam» (passo che ne colloca la morte al 16 gennaio 1026)
Molto verosimilmente fu sua anche la decisione di costruire la cattedrale di Aosta sulle fondamenta di una precedente chiesa paleocristiana. Gli scavi archeologici condotti a partire dal 1976 e le analisi dendrocronologiche effettuate hanno confermato come l'inizio dei lavori vada situato negli ultimi decenni del X secolo.